# Hieracium cambricum
Hieracium cambricum es una especie de planta con flor del género Hieracium, de la familia Asteraceae, orden Asterales.

## Distribución
Hieracium cambricum se distribuye por Galés.

## Taxonomía
Fue descrita científicamente por (Baker) F. Hanb. Fue publicada en J. Bot. 32: 229 (1894).